# AFC Ajax in het seizoen 2000/01
Ajax speelde in het seizoen 2000/01 in de Eredivisie. Ajax eindigde de competitie op een derde plaats en wist ook de UEFA Cup en de KNVB beker niet binnen te halen.

## Eindstand
| pos | club             | gs | w  | g  | v  | pnt | dv | dt | ds  |
| --- | ---------------- | -- | -- | -- | -- | --- | -- | -- | --- |
| 1.  | PSV              | 34 | 25 | 8  | 1  | 83  | 73 | 23 | 50  |
| 2.  | Feyenoord        | 34 | 21 | 3  | 10 | 66  | 67 | 37 | 30  |
| 3.  | Ajax             | 34 | 18 | 7  | 9  | 61  | 85 | 43 | 42  |
| 4.  | Roda JC          | 34 | 17 | 8  | 9  | 59  | 59 | 41 | 18  |
| 5.  | FC Utrecht       | 34 | 17 | 8  | 9  | 59  | 58 | 43 | 15  |
| 6.  | Vitesse          | 34 | 16 | 11 | 7  | 59  | 56 | 43 | 13  |
| 7.  | RKC Waalwijk     | 34 | 16 | 11 | 7  | 59  | 48 | 36 | 12  |
| 8.  | Willem II        | 34 | 14 | 9  | 11 | 51  | 60 | 50 | 10  |
| 9.  | NAC              | 34 | 13 | 10 | 11 | 49  | 41 | 40 | 1   |
| 10. | sc Heerenveen    | 34 | 11 | 14 | 9  | 47  | 51 | 42 | 9   |
| 11. | FC Twente        | 34 | 10 | 11 | 13 | 41  | 47 | 60 | −13 |
| 12. | N.E.C.           | 34 | 9  | 13 | 12 | 40  | 42 | 53 | −11 |
| 13. | AZ               | 34 | 9  | 8  | 17 | 35  | 45 | 63 | −18 |
| 14. | FC Groningen     | 34 | 8  | 9  | 17 | 33  | 36 | 56 | −20 |
| 15. | De Graafschap    | 34 | 9  | 4  | 21 | 31  | 44 | 66 | −22 |
| 16. | Fortuna Sittard  | 34 | 8  | 7  | 19 | 31  | 31 | 64 | −33 |
| 17. | Sparta Rotterdam | 34 | 6  | 7  | 21 | 25  | 42 | 72 | −30 |
| 18. | RBC              | 34 | 4  | 2  | 28 | 14  | 37 | 90 | −53 |

### Legenda
| Kleur | Kwalificatie voor                                    |
| ----- | ---------------------------------------------------- |
|       | Groepsfase Champions League                          |
|       | Derde voorronde Champions League                     |
|       | UEFA Cup                                             |
|       | Derde ronde van de Intertoto Cup                     |
|       | Tweede ronde van de Intertoto Cup                    |
|       | KNVB Beker winnaar, UEFA Cup                         |
|       | Nacompetitie tegen degradatie naar de Eerste divisie |
|       | Degradatie naar de Eerste divisie                    |

## Wedstrijden

### Eredivisie
| Tegenstander     | Thuis | Uit |
| ---------------- | ----- | --- |
| AZ               | 5-1   | 2-3 |
| De Graafschap    | 4-1   | 3-1 |
| FC Groningen     | 3-1   | 3-3 |
| FC Twente        | 5-1   | 3-1 |
| FC Utrecht       | 2-0   | 1-2 |
| Feyenoord        | 3-4   | 1-3 |
| Fortuna Sittard  | 5-0   | 3-0 |
| N.E.C.           | 0-0   | 0-1 |
| NAC              | 1-0   | 3-0 |
| PSV              | 0-1   | 1-1 |
| RBC              | 2-0   | 3-1 |
| RKC Waalwijk     | 3-0   | 2-2 |
| Roda JC          | 4-2   | 1-1 |
| sc Heerenveen    | 6-2   | 2-2 |
| Sparta Rotterdam | 9-0   | 0-3 |
| Vitesse          | 1-2   | 2-3 |
| Willem II        | 1-1   | 1-0 |

In de tweede en derde kolom staan de uitslagen. De doelpunten van Ajax worden het eerst genoemd.

### Europa

#### UEFA Cup-voorronde
| No. | Thuis           | Res. | Uit             | Doelpunten Ajax                                                 |
| --- | --------------- | ---- | --------------- | --------------------------------------------------------------- |
| 1   | AA Gent         | 0-6  | AFC Ajax        | Arveladze, Knopper (2x), Grønkjær, Van der Vaart en Van der Gun |
| 2   | AFC Ajax        | 3-0  | AA Gent         | Van der Gun (2x) en Van der Vaart                               |
| 3   | Lausanne Sports | 1-0  | AFC Ajax        | -                                                               |
| 4   | AFC Ajax        | 2-2  | Lausanne Sports | Arveladze en Van der Gun                                        |

### Amstel Cup
| Ronde          | Thuis    | Res. | Uit     | Doelpunten Ajax |
| -------------- | -------- | ---- | ------- | --------------- |
| Achtste finale | AFC Ajax | 1-2  | Vitesse | Galásek         |

## Selectie
| No. | Positie | Speler             |
| --- | ------- | ------------------ |
| 1   | DM      | Fred Grim          |
| 2   | V       | Ferdi Vierklau     |
| 3   | V       | André Bergdølmo    |
| 4   | M       | Tomáš Galásek      |
| 5   | V       | Cristian Chivu     |
| 6   | M       | Aron Winter        |
| 7   | A       | Andy van der Meyde |
| 8   | M       | Richard Witschge   |
| 9   | A       | Sjota Arveladze    |
| 10  | M       | Richard Knopper    |
| 11  | A       | Jesper Grønkjær    |
| 12  | DM      | Bogdan Lobonț      |
| 14  | A       | Brutil Hosé        |
| 15  | V       | Tim de Cler        |
| 17  | A       | Wamberto           |
| 18  | M       | John O'Brien       |
| 19  | A       | Nikos Machlas      |

| No. | Positie | Speler               |
| --- | ------- | -------------------- |
| 20  | A       | Cedric van der Gun   |
| 21  | A       | Kevin Bobson         |
| 22  | M       | Abubakari Yakubu     |
| 23  | M       | Rafael van der Vaart |
| 24  | V       | Ole Tobiasen         |
| 27  | M       | Kiran Bechan         |
| 28  | V       | Tom Sier             |
| 29  | M       | Kwame Quansah        |
| 31  | DM      | Joey Didulica        |
| 32  | V       | Petri Pasanen        |
| 33  | V       | Aaron Mokoena        |
| 36  | V       | Christopher Kanu     |
| 37  | A       | Pius Ikedia          |
| 38  | M       | Daniel Cruz          |
| 39  | M       | Youssouf Hersi       |
|     | V       | Mitchell Piqué       |

## Topscorers
Legenda
- Doelpunt

Er wordt steeds de top 3 weergegeven van elke competitie.

### Eredivisie
| Plek | Speler             |    |
| ---- | ------------------ | -- |
| 1.   | Sjota Arveladze    | 18 |
| 2.   | Nikos Machlas      | 12 |
| 3.   | Cedric van der Gun | 9  |

### Europa
| Plek | Speler               |   |
| ---- | -------------------- | - |
| 1.   | Cedric van der Gun   | 4 |
| 2.   | Sjota Arveladze      | 2 |
| 2.   | Richard Knopper      | 2 |
| 2.   | Rafael van der Vaart | 2 |

### Overall
| Plek | Speler             |    |
| ---- | ------------------ | -- |
| 1.   | Sjota Arveladze    | 20 |
| 2.   | Cedric van der Gun | 13 |
| 3.   | Nikos Machlas      | 12 |

1900—1911 · 1911/12 · 1912—1954 · 1954/55 · 1955/56 · 1956/57 · 1957—1970 · 1970/71 · 1971/72 · 1972—1994 · 1994/95 · 1995—1998 · 1998/99 · 1999/00 · 2000/01 · 2001/02 · 2002/03 · 2003/04 · 2004/05 · 2005/06 · 2006/07 · 2007/08 · 2008/09 · 2009/10 · 2010/11 · 2011/12 · 2012/13 · 2013/14 · 2014/15 · 2015/16 · 2016/17 · 2017/18 · 2018/19 · 2019/20 · 2020/21 · 2021/22 · 2022/23 · 2023/24 · 2024/25
Ajax · 
AZ · 
De Graafschap · 
Feyenoord · 
Fortuna Sittard · 
FC Groningen · 
sc Heerenveen · 
NAC Breda · 
NEC · 
PSV · 
RBC · 
RKC · 
Roda JC · 
Sparta · 
FC Twente · 
FC Utrecht · 
Vitesse · 
Willem II